# ステーファン・フメレーツィクィイ
ステーファン・フメレーツィクィイ（ウクライナ語: Стефан Хмелецький、1595年 (?) - 1630年2月20日）は、ポーランド・リトアニア共和国の軍人。ポーランド王国紅ルーシ地方出身のルーシ系ポーランド貴族で、ロシア人とタタール人との多数の戦いにおいて手柄を立て、貧しい召使からポーランド王国キエフ県知事（1630年）まで出世した。
ポーランド大ヘトマンのスタニスワフ・ジュウキェフスキの愛弟子であった。ウクライナを外敵から守り、オスマン帝国によるヨーロッパへの侵略を防ぐために、貴族・コサック合体論を唱えた。当時の多くの軍人がフメレーツィクィイの生き方と出世に憧れ、フメレーツィクィイは後世のウクライナやポーランドの軍歌・民謡に歌われるほどの人物となった。

## 公家の召使
ステーファン・フメレーツィクィイの生年月日は明らかになっていない。父コルネーリイ・フメレーツィクィイはクヌィン村の役人で、ルーシの公家、名高いオストロージクィイ家とコレーツィクィイ家に仕えていた。おそらく、若い頃のステーファンは召使としてその公たちに雇われており、後に彼らと共にロシア・ツァーリ国との戦争（1609年-1612年）に参陣した。その戦争中に名を揚げたフメレーツィクィイは傭兵部隊の隊長の一人となり、その部隊の代表としてワルシャワの全国議会を訪れた。そこで、彼はスタニスワフ・ジュウキェフスキに出会った。戦争が終わると、フメレーツィクィイは再びオストロージクィイ家に仕えるようになった。
1616年、フメレーツィクィイは公たちの命に従って800人のコサック部隊を率いてトランシルヴァニア公国の内戦に参加した。その後4年間、ジュウキェフスキの下で活躍し、ポーランド・リトアニア共和国の国境地帯であったウクライナをクリミア・タタール人の来襲から守った。敵との小競り合いを続ける中で、タタール人の戦術を学んだ。勉強熱心であったフメレーツィクィイは早くもジュウキェフスキの寵愛を受け、大切にされていた。しかし、1620年、ツェツォーラの戦いではポーランド・リトアニア共和国の軍勢を率いるジュウキェフスキは数で優るオスマン帝国軍に破れて討死し、フメレーツィクィイは敵の強いの圧迫のまえに自分の軽騎馬隊をやむなく退却させた。後ほどフメレーツィクィイは、その面目なき行為を打ち消すために数多の戦のなかで努力しつづけた。
1621年には、フメレーツィクィイはオストロージクィイ公家を去り、ザモシチのオルディナト・トマシュ・ザモイスキに仕官した。新しい主人は彼の働きぶりを高く評価し、クラースネ郡とノヴィーイ・メジビージュ郡の両郡の支配と防御を任せた。

## ヘトマンの麾下
1620年代は、ステーファン・フメレーツィクィイにとってもっとも耀かしい時期であった。
1621年以降、彼はザモイスキ家の家来でありながら、国家の軍勢をつかさどるポーランドのヘトマン、スタニスワフ・コニェツポルスキの配下に入った。フメレーツィクィイは軽騎馬隊を指導するのが得意であったため、彼に貴族の軽騎馬隊やコサックの部隊が任された。
1624年の冬、クリミア汗国の一部であるブジャク地方からタタール1500人を率いるマンズール＝ムルザの軍勢が西ウクライナへ侵入してきた。それに対してフメレーツィクィイは、少数の家来衆と400人のコサックの追撃隊とともに敵の跡をつけ、2月5日にザリースャにて夜討ちをかけ、敵を全滅させた。戦いの最中に、フメレーツィクィイは危い傷を負った。
1624年6月、カンティミール＝ムルザ率いるクリミア・タタールの大軍が再びウクライナへ攻め入った。敵を迎え撃つためにコニェツポルスキが自ら出陣した。フメレーツィクィイは従前に続いて全軍の軽騎馬隊を任され、右翼に陣を構えた。マルティニウ町、ハールィチ町、そしてボリショヴェツィ町のあたりでタタール軍がドニステル川を渡河しはじめた。すかさずフメレーツィクィイの騎馬隊が猛然と襲い掛かり、渡河の困難な地点へ敵を押し込んだ。そして、タタール人の過半が川に入ったとき、対岸に潜んでいたコニェツポルスキの貴族・コサック軍が一斉に鉄砲を撃ち、敵勢を切り崩した。退却するタタール軍をフメレーツィクィイの部隊が追い始め、数十キロにわたって多数の敵を斬り捨てた。このような手柄を立てたフメレーツィクィイは王を大いに喜ばせ、ブラーツラウ町の軍団長の位を授かった。
1626年の冬、タタールの大軍がウクライナ人奴隷と家畜を求めて西ウクライナを侵略した。そのとき、フメレーツィクィイはヘトマンから800人の部隊を授かり、跡を付けるように仰せ付けられた。しかし、フメレーツィクィイは司令官の指図を無視し、テルノーピリ町の近くにあったクリミア汗、メフメド3世ゲライの本陣へ夜討ちを掛けた。フメレーツィクィイの部隊は少数であったため、暫くテルノーピリ城へ撤退したが、夜討ちの間にタタールに捕まって奴隷として売られる運命にあったウクライナ人の老若男女を救い出し、敵の多数の馬も奪った。翌日、タタールは小部隊に分かれてクリミアへ出発したが、フメレーツィクィイはそれを個別撃破し、全滅させた。
フメレーツィクィイは己の武勇とタタールの戦法の知識によってウクライナ貴族とコサックの間で大きな人気を集めた。そのことから、プロイセンに向かうコニェツポルスキは、彼をヘトマンの名代として「ウクライナ全軍の司令官」に任命した。

## ウクライナ全軍の司令官
1626年の秋、タタールの新しい大軍が中部ウクライナへ出発した。10月9日、6000人の傭兵とウクライナ・コサックを率いるフメレーツィクィイは、ビーラ・ツェールクヴァ町の近くのロシ川の岸で敵の本陣を襲い、多数の者を斬り捨てた。翌日には、付近のタタールの小部隊を全滅させた。フメレーツィクィイは大身の貴族であるムルザ40人と敵の兵1200人を捕虜にした。
フメレーツィクィイの名はアナトリアにも知れ渡った。1627年には、オスマン帝国は彼がウクライナにいるということを理由にドニプロ川への進出をあきらめてオチャーコフ砦へ引き揚げた。
1629年の秋、タタールは再びウクライナを攻めた。そのときのフメレーツィクィイのもとには自分の家来衆しかいなかったため、敵の跡をつけつつウクライナ・コサックの援軍の到着を待っていた。援軍は10月9日になってやっと参陣し、その日のうちに敵の軍勢を撃破した。タタール人は多くの歴々の武将を失い、2000人の兵士が捕虜となった。
この手柄によって、フメレーツィクィイは1630年にキエフ県とオーブルチ郡の長官に任命された。彼が名門出身の貴族ではなかったので、全国議会ではその任命について大身の領主たちが「なりあがり者は職につくべからず」と強く反対していた。しかしフメレーツィクィイは庶民・コサック・多数の貴族、そして王に好まれていたからこそ、県長になれたのであった。そのような人気は単なる武運に基づいていただけではなく、フメレーツィクィイに任されていた領地の合理的な経営にも由来していた。
フメレーツィクィイはオスマン帝国、クリミア・タタール、コサックとの関係をよく理解しており、コサックの力でクリミア汗国をオスマン帝国の保護から離脱させて、反オスマンの「ポーランド・リトアニア共和国とクリミア汗国の同盟」を実現しようとしていた。しかし彼の計画はクリミア汗国の内戦と政治方針の変更によって実現しなかった。
また、フメレーツィクィイはウクライナ人の貴族でありながら、ウクライナ・コサックと友好な関係を維持していて、貴族・コサック合体を強調していた。

## 死去
キエフ県の県長に任命されてまもなく、フメレーツィクィイは死去した。彼の葬儀は、1630年2月20日に営まれた。
フメレーツィクィイの功績は全国議会によって認められ、1631年、彼の二人の息子たちには税金の免状が出された。しかし、二人とも病気のために1645年までに死去した。フメレーツィクィイの弟たちは、後にコサックが起こした反貴族の叛乱、フメリニツキーの乱で討たれたが、フメレーツィクィイの甥ムィハーイロ・フメレーツィクィイは1651年のベレステーチュコの戦いでにコサックによって捕虜とされ、ウクライナ人であったため彼らと手を組み、1652年のバティーフの戦いでコサックの百人隊を率いて手柄を立てた。

## 史料・文献
- （ウクライナ語） ステーファン・フメレーツィクィイから王への手紙（Письма: Стефана Хмелецкаго, хорунжего Брацлавскаго, къ королю и неизвЂстнаго лица къ гетману, содержащія отчетъ o побЂдЂ, одержанной надъ татарами y БЂлой Церкви Хмелецкимъ и козацкимъ гетманомъ, Михаиломъ Дорошенкомъ. 1626 г. Окт. 9.）
- （ウクライナ語） 一人のコサックからステーファン・フメレーツィクィイへの手紙 （No. 3 1622, травня 16/6. — Умань.— Лист козака Криштофа Бокрицького до Стефана Хмелецького.）
- （ポーランド語） Polski slownik biograficzny （ポーランド人名辞典） . — I:III — Krakow, 1937, — s.318—320

## リンク
- （ポーランド語） ステーファン・フメレーツィクィイにちての歌
- （ウクライナ語） 17世紀なかばまでのキエフ大公たちとキエフの支配者の目録